# Fred de Gresac
Fred de Gresac, aussi appelée Fred Grésac (née dans les années 1860-1870 et morte le 19 février 1943 à Los Angeles), est une librettiste, dramaturge et scénariste française.

## Biographie

### Identité et vie privée
Selon de nombreuses sources, elle serait née sous le nom de Frédérique Rosine de Gresac, entre 1866 et 1879, à Lamalou-les-Bains dans l'Hérault. Toutefois, aucune naissance n'est enregistrée à cette période sous ce nom, dans la commune. 
D'après plusieurs articles parus notamment dans le quotidien Journal de la ville de Saint-Quentin au début du XXe siècle,,, elle serait née sous le nom de Louise Gaillard à Corbeil et aurait grandi rue d'Isle à Saint-Quentin, où sa mère aurait tenu une épicerie. Élève brillante au lycée de jeunes filles de Saint-Quentin, elle aurait débuté comme journaliste sous le pseudonyme d'Alfred de Grésac ou Fred, avant d'opter pour l'écriture théâtrale sous celui de Fred Grésac. Elle aurait eu 30 à 35 ans en 1903. Son identité fait à l'époque l'objet de nombreuses spéculations, d'autant qu'elle la dissimule soigneusement,.
Elle a affirmé avoir eu pour parrain le dramaturge Victorien Sardou, ce qui aurait influencé dans son enfance ses choix professionnels.
Vers 1908, Fred de Gresac émigre aux États-Unis avec le chanteur d'opéra Victor Maurel,. Mariés à une date inconnue, ils sont toujours ensemble quand il meurt, en 1923.

### Carrière
Elle signe sa première pièce Monsieur Célimène en 1892. Son identité oscille entre Frédéric, Fred ou Frédérique Gresac. Elle adopte finalement le pseudonyme Fred de Grésac. Comme elle l'expliquera à un journaliste américain, elle a « tendance à penser que le public préfère les pièces écrites par des hommes ». Dans la presse, on la prend d'ailleurs parfois pour un homme à ses débuts. Coécrite avec Francis de Croisset, sa pièce La Passerelle est jouée en 1902 à Paris, puis traduite en 1903 sous le titre The Marriage of Kitty.
Après son installation aux États-Unis vers 1908, Fred de Gresac continue d'écrire pour la scène à Broadway. En 1909, elle est nommée directrice artistique du Little Theatre à New York, offrant « des divertissements élaborés et coûteux dans un cadre luxueux pour l'élite ». Elle écrit les livrets de plusieurs opérettes ou comédies musicales dont Victor Herbert compose la musique, comme The Enchantress, Sweethearts, ou plus tard Orange Blossoms, une comédie musicale elle-même adaptée de sa pièce La Passerelle. En 1917, Fred de Gresac signe la comédie musicale Flo-Flo à propos de laquelle elle confie : « Il y a suffisamment de tragédies en dehors du théâtre. C'est pourquoi j'ai créé Flo-Flo – je l'appelle mon cocktail spirituel – pour l'Amérique ». Le critique de théâtre Alan Dale écrit : « La dramaturge féminine la plus brillante que j'ai jamais rencontrée est la femme qui se surnomme Fred de Gresac ».
À partir du milieu des années 1910, Fred de Gresac travaille par ailleurs pour le cinéma et signe plusieurs scénarios, dont celui de Cora en 1915, La Bohème, Camille et Le Fils du cheik en 1926, Elle s'en va-t-en guerre en 1929 et Sous le ciel des tropiques l'année suivante. En 1938, W. S. Van Dyke réalise Amants, une adaptation signée Dorothy Parker et Alan Campbell de la comédie musicale Sweethearts. 
Elle meurt à Los Angeles en 1943 à l'âge d'environ 75 ans. Ses papiers sont archivés à l'Université Stanford.

## Carrière au théâtre
- 1892  : Monsieur Célimène, Théâtre moderne (23 mai)
- 1894 : Les Nouvelles Couches, théâtre de la Bodinière (juin)
- 1902 : La Passerelle, comédie en 3 actes, coécrite avec Francis de Croisset, Théâtre du Vaudeville (31 janvier)
- 1903 : The Marriage of Kitty, adaptation en anglais de la pièce La Passerelle, Hudson Theatre, New York (30 novembre)
- 1911 : The Enchantress, opérette, musique de Victor Herbert, livret de Fred de Gresac et Harry B. Smith, New York Theatre (19 octobre)
- 1911 : The Wedding Trip, opérette, musique de Reginald De Koven, livret de Fred de Gresac, Broadway Theatre (25 décembre)[23],[24]
- 1913 : The Purple Road, opéra de Fred de Gresac, Liberty Theatre, New York (7 avril)
- 1913 : Sweethearts (Amants), comédie musicale, musique de Victor Herbert, livret de Fred de Gresac et Harry B. Smith, New Amsterdam Theatre, New York (8 septembre)
- 1917 : Flo-Flo, comédie musicale, musique de Silvio Hein, livret de Fred de Gresac, paroles de Fred de Gresac et Edward A.Paulton[25], Cort Theatre, New York (20 décembre)
- 1922 : Orange Blossoms, comédie musicale de Victor Herbert, livret de Fred de Gresac d'après la pièce La Passerelle, Fulton Theatre, New York, (19 septembre)

## Carrière au cinéma
- 1915 : Cora d'Edwin Carewe, scénario de Fred de Gresac, d'après sa pièce
- 1915 : Le Mariage de Kitty (en) (The Marriage of Kitty) de George Melford, d'après la pièce de Fred de Gresac La Passerelle
- 1916 : Le Baiser de haine (en)(The Kiss of Hate) de William Nigh, scénario de Fred de Gresac
- 1917 : Le Grand Secret (The Great Secret) de Christy Cabanne, scénario de Fred de Gresac
- 1917 : La Sirène (film, 1917) (en) (The Eternal Temptress) d’Émile Chautard, scénario de Fred de Gresac
- 1926 : La Bohème de King Vidor, scénario de Fred de Gresac
- 1926 : Le Fils du cheik de George Fitzmaurice, adaptation de Fred de Gresac
- 1926 : Camille de Fred Niblo, scénario de Fred de Gresac, d'après Alexandre Dumas fils
- 1927 : Peur de l'amour (en) (Afraid to Love) d'Edward H. Griffith, scénario de Fred de Gresac
- 1927 : Un déjeuner au soleil (Breakfast at Sunrise) de Malcolm St. Clair, scénario de Fred de Gresac
- 1929 : Elle s'en va-t-en guerre de Henry King, scénario de Fred de Gresac, d'après la nouvelle éponyme de Rupert Hughes
- 1930 : Sous le ciel des tropiques de Henry King, scénario de Fred de Gresac, d'après le roman Out of the Night de Rida Johnson Young
- 1934 : Les Amours de Cellini de Gregory La Cava, adaptation de Fred de Gresac (non créditée)
- 1935 : Escape from Devil's Island (en) d'Albert S. Rogell, scénario de Fred de Gresac
- 1938 : Amants de W. S. Van Dyke, d'après l'opérette de Fred de Gresac

## Galerie

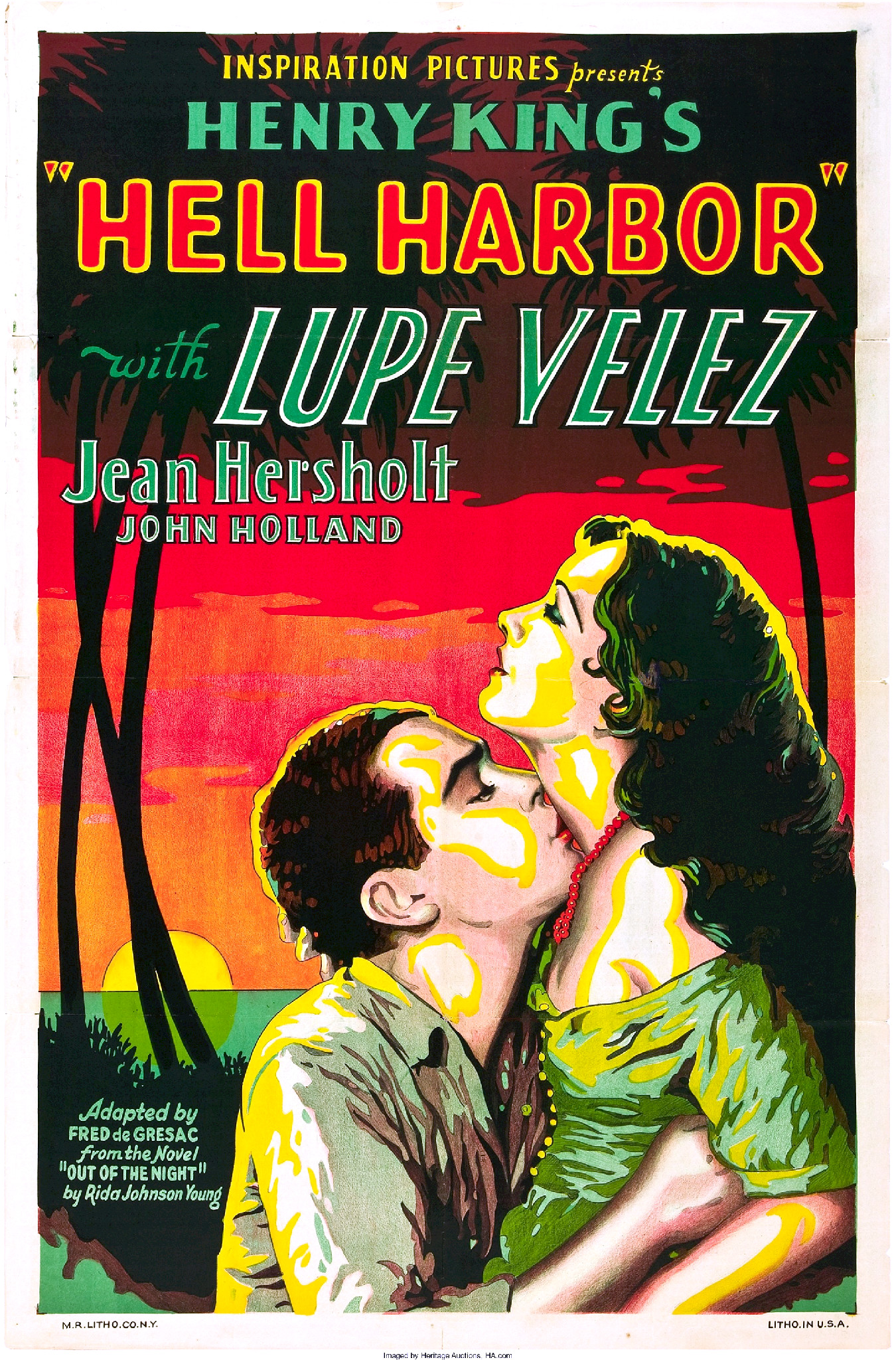
Affiche de Sous le ciel des tropiques (1930)
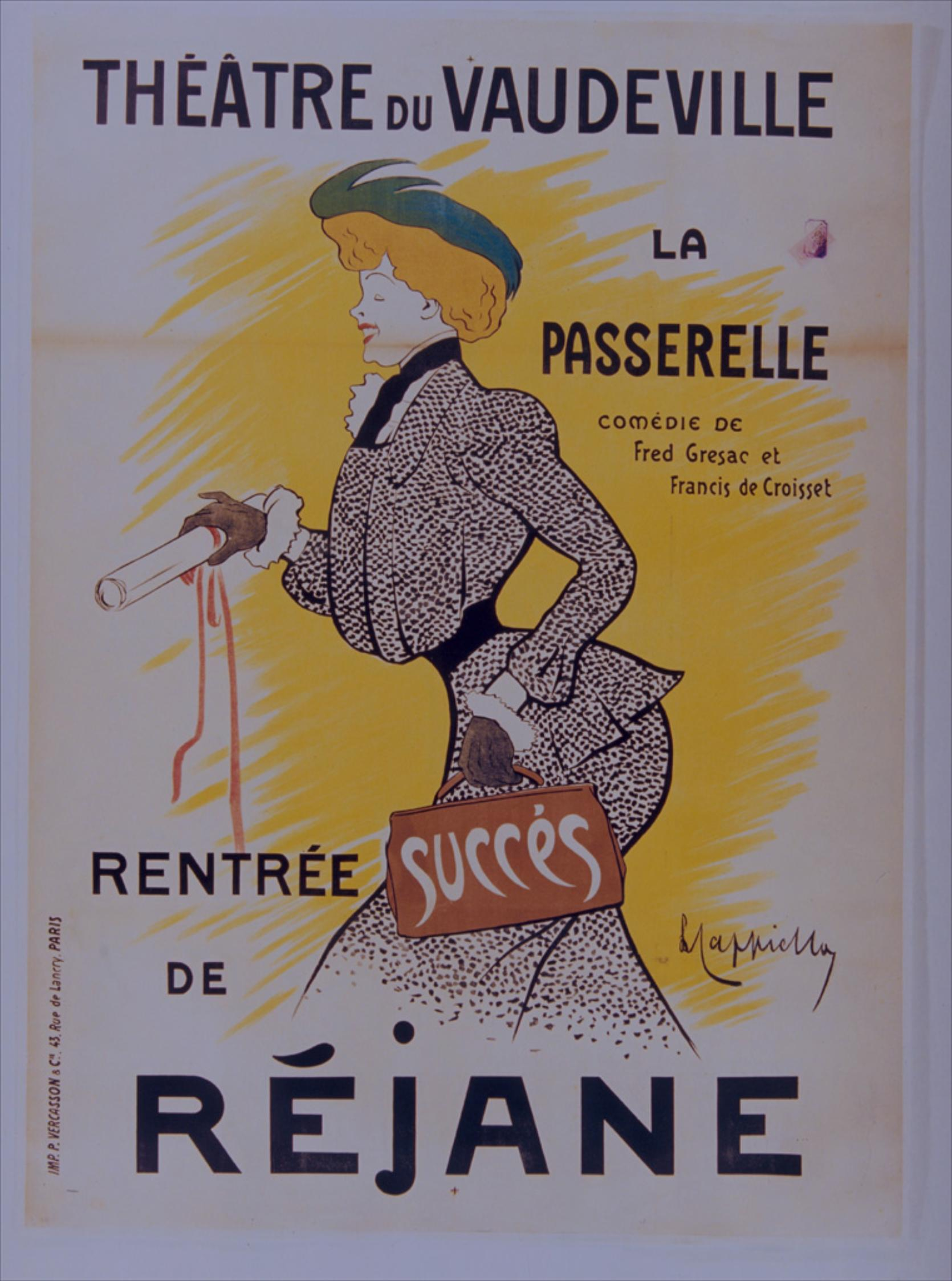
Affiche de la pièce de théâtre La Passerelle